# Пилзен-север
Окръг Пилзен-север (на чешки: Okres Plzeň-sever) е един от 7-те окръга на Пилзенския край на Чехия. Административен център е град Пилзен, който не влиза в състава на окръга. Площта на окръга е 1286,79 km2, а населението – 77 478 жители. В окръга има 98 населени места, от които 10 града.

## География
Окръгът е разположен в североизточната част на края. В рамките на края граничи с окръзите Пилзен-град и Пилзен-юг на юг, Рокицани на изток и Тахов на запад. На североизток граничи с окръг Раковник от Средночешкия край, на север – с устецкия окръг Лоуни; на северозапад – с окръзите Карлови Вари и Хеб от Карловарския край.

## Образуване и развитие на окръга
През 20 век, в земите на съвременния окръг Пилзен-север изчезват няколко села и общини. Те могат да бъдат разделени на две групи: изчезнали поради следвоенното експулсиране на германското население и изчезнали поради построяването на язовира Храхолуски.
Самият административен окръг е създаден през юни 1960 г. чрез отделянето на северните, северозападните и североизточните части на съществуващия тогава окръг Пилзен, и сливането им с общините Стод, Стършибро, Тоужим и Подборжани и някои села от община Пласи. Към датата на създаването си, окръгът се състои от 122 общини и има площ от 1377 km².
Първите промени на границите на окръга настъпват през 1962 г., когато община Сулислав е прехвърлена към окръг Тахов. През 1964 г. към карловарския окръг логически е придадена община Хише (отдалечена от Пилзен на 50 km). През 1976 г. е направена делимитация на общините Кржимице, Радчице и Червени Храдек, които влизат в окръг Пилзен-град. 27 години по-късно, през 2003 г., към Пилзен е придадена и община Малешице. Последната и най-голяма промяна на окръжните граници настъпва през 2007 г., когато във връзка с промяната на границите на административните области и окръзи, общините Кишице, Дишина и Храст са прехвърлени към окръг Пилзен-град. През 2016 година окръгът има 98 общини.

## Градове и население
Данни за 2009 г.:
| Град          | Население |
| ------------- | --------- |
| Ниржани       | 7166      |
| Тршемошна     | 4820      |
| Хорни Бржиза  | 4491      |
| Краловице     | 3550      |
| Казнейов      | 3194      |
| Пласи         | 2700      |
| Место Тоушков | 2048      |
| Кожлани       | 1416      |
| Манетин       | 1181      |
| Утери         | 468       |

| Общо           | Жени             | Мъже             |
| -------------- | ---------------- | ---------------- |
| 74 856 (100 %) | 37 600 (50,23 %) | 37 256 (49,77 %) |

През 2009 г. средната гъстота е 59 души на km²; а 41,46 % от населението живее в градове.